# Vigário Silva
Antônio José da Silva (Ouro Preto, século XVIII - Rio de Janeiro, 1858), conhecido também como o Vigário Silva, foi um padre e político brasileiro. No período de 1841 a 1845 e de 1851 a 1854, foi Agente Executivo de Uberaba, cargo equivalente hoje ao de prefeito.  

## Biografia
Chegou a Uberaba em 1815, nomeado Vigário Encomendado da freguesia. Administrou a Igreja Matriz até 1825, e permaneceu como Vigário Colado até 1855. 
Em 1835, defendeu a transferência da sede político-administrativa da região, da decadente Desemboque para a então Freguesia de Uberaba, que assim passou a categoria de Vila. Como agente executivo, abriu uma nova rota para São Paulo, através do Rio Grande, para desenvolver o comércio e as relações com a Corte. Inaugurou a Igreja do Rosário (1842) e a primeira escola feminina de ensino primário (1853). Também durante sua gestão foi fundada a Banda União Uberabense (1852), que permaneceria em atividade até 1908.
Mudou-se em 1855 para Sacramento e em seguida para o Rio de Janeiro, tornando-se Cônego Honorário da Capela Imperial.
Escreveu entre 1824 e 1826 uma História Topográfica da Freguesia de Uberaba, vulgo Farinha Podre, publicada em 1896. A obra, além da história da então Freguesia, aborda temas como mineralogia, zoologia, fitologia, rios, portos e serras da região.